# IGO
iGO este un sistem de software GPS dezvoltat de NNG Group. El se bazează pe hărți pre-instalate și actualizate. Acest program funcționează pe sistemele de navigare GPS. El dispune de mai multe versiuni, iGO 8 și iGO Primo fiind cele mai renumite.
IGO a produs software pentru navigații auto în anii 2000